# 涂州
涂州，唐朝时设置的州。
武德元年（618年）置，治所在端源县（今四川省汶川县西南）。辖境相当今四川省汶川县南部。贞观二年（628年）废。五年（631年）复置，后又废。 